# 小野了代
小野 了代（おの さとよ、1940年5月29日 - ）は、日本の国際協力NGO 公益社団法人 日本国際民間協力会（NICCO）の前理事長である。兵庫県出身。

## 経歴
- 1955年3月、神戸女学院中学卒業
- 1958年3月、神戸女学院高等学部卒業
- 1962年3月、神戸女学院大学文学部卒業
- 1979年12月、1970年代に急増したカンボジア難民への支援として、カンボジアから京都大学に留学していたヘン・パラーと共に、京都の街頭で募金を集めるなどの活動を始め、日本国際民間協力会（NICCO）の前身であるカンボジア難民救援会（KRRP）の事務局長に就任
- 1987年6月、カンボジア難民救援会（KRRP）より日本国際民間協力機関（NICCO）に改称、代表に就任
- 1993年3月、社団法人日本国際民間協力会に改称、理事長に就任。
- 2000年1月、ベトナム政府より教育分野での功績を称えられ、日本人では初めての「金賞」を受賞
- 2005年5月、財団法人京都オムロン地域協力基金ヒューマン大賞受賞
- 2008年7月、NICCOが平成20年度外務大臣表彰受賞
- 2011年11月、NICCOが第18回読売国際協力賞受賞
- 2012年7月、NICCOが東日本大震災の被災地域支援活動に対する環境大臣感謝状を受領
- 2016年2月、NICCOが第5回毎日地球未来賞を受賞[1][2]
- 2023年6月、NICCOの理事長を退任。

## 著書
- 小野了代編著『愛は海を越えて 国際協力NICCOの22年』NICCOプレス、2002年